# Claude Bazin de Bezons
Claude Bazin de Bezons (Parigi, 1617 – 20 marzo 1684) è stato un avvocato e funzionario francese, secondo membro dell'Académie française a occupare il seggio numero 1.
Suo nonno, Claude Bazin, un medico di Troyes, aveva sposato Marie Chanterel e nel 1611 era stato elevato al rango nobiliare da Luigi XIII, che gli aveva concesso la signoria di Bezons. Avvocato del Grand Conseil, nel 1643 entrò a far parte dell'Académie française, della quale diventò il decano.
Fu intendant della giustizia, della polizia e delle finanze a Soissons e poi, fra il 1654 e il 1674, in Linguadoca. Durante quest'ultimo periodo fu anche commissario per la riorganizzazione delle università di Tolosa e Montpellier. Al suo ritorno a Parigi, fu nominato consigliere di Stato.
Dei suoi scritti non restano che alcuni discorsi e la traduzione del Trattato di Praga, firmato da Ferdinando II e da Giovanni Giorgio I di Sassonia nel 1635.